# سهران (ورزنه)
سهران (ورزنه) روستایی از توابع بخش مرکزی شهرستان ورزنه در استان اصفهان ایران است.
مردمان سهرن با گویشی بسیار قدیمی صحبت می‌کنند (زبان ورزنه ای) که به فارسی پهلوی و تاتی بسیار نزدیک است.
قلعه‌ای قدیمی از زمان ساسانیان در این روستا واقع شده که به شکل دژهای نظامی دور تا دور آن را به شکل دایره، خندقی با عرض حدوداً پنجاه متر ،وعمق دو تا سه متر کنده بودند که از یک طرف به وسیله پلی قابل دسترس بوده‌است. آنچه از گفته‌های قدیمی بر می‌آید این قلعه متعلق به سهراب گبر بوده که با علویون می‌جنگیده و همچنین تپه‌ای باستانی در این روستا واقع شده که بنا به شواهد همزمان با تمدن تپه‌های سیلک کاشان بوده‌است که بخاطر بی‌توجهی و نبود کارشناسان این تپه تقریباً از بین رفته و در حال حاضر زمین آن زمین کشاورزی است. قلعه ای نیز متعلق به زمان قاجار در این روستا قرار دارد.
سفالگری از پیشه‌های قدیمی این روستا بوده که هم‌اکنون به‌طور کامل از بین رفته‌است.
شغل اصلی مردمان روستا کشاورزی می‌باشد که بعد از کم شدن آب سد و خشک شدن زاینده رود فعالیت‌های کشاورزی در این روستا ضعیف شده‌است. در حال حاضر با گرایش مردم به سمت شغل‌های جدید و بهره‌مندی از طرح‌هایی مثل ایجاد سالن‌های‌پرورش قارچ و پرورش ماهی قزل‌آلا و همچنین صادر کردن پروانه‌های کشاورزی و دامداری برای استفاده از برق وضعیت مردمان روستا رو به بهبود است.
دهیار روستا محمدرضا بیگی ورزنه است.

## جمعیت
این روستا در دهستان گاوخونی جنوبی قرار دارد و براساس سرشماری مرکز آمار ایران در سال ۱۳۸۵، جمعیت آن ۹۷۹ نفر (۲۵۶خانوار) بوده‌است.